# Torredenagó
Torredenagó es una entidad de población española del municipio de Llobera, perteneciente a la provincia de Lérida, en la comunidad autónoma de Cataluña.

## Toponimia
El nombre del lugar puede aparecer referido con las variantes Torre de Nagó, Torredenago y Torredenagó.

## Historia
A mediados del siglo XIX el lugar, ya por entonces perteneciente a Llobera, tenía contabilizada una población de 40 habitantes. Aparece descrito en el decimoquinto volumen del Diccionario geográfico-estadístico-histórico de España y sus posesiones de Ultramar de Pascual Madoz de la siguiente manera:

TORRE DE NAGÓ: ald. en la prov. de Lérida, part. jud. y dióc. de Solsona, aud. terr. y c. g. de Barcelona, ayunt. de Llobera: sit. en un llano; su clima es templado; sus enfermedades mas comunes las pulmonias. Tiene unas 4 casas; igl. parr. (Sta. Maria) matriz de Peracamps, servida por un cura; cementerio, y regulares aguas potables. Confina con Riner, Llobera y Ardebol. El terreno es montuoso y de secano, pero en lo general de buena calidad. Los caminos son de herradura y malos; conducen á Solsona, Cardona, Calaf, Biosca y Sanahuja: la correspondencia se recibe de la cab. de part. prod.: vino de mala calidad, patatas, legumbres, centeno y pastos: cria ganado vacuno, lanar y de cerda, y caza de liebres, perdices y conejos. Celebra una feria anual el 18 de octubre, á la que concurre ganado de todas clases, algunos paños, algodones y otros efectos manufacturados. Esta feria pertenece tambien á Riner. pobl.: 5 vec., 40 alm. riqueza imp.: 11,071 rs. contr. el 14'48 por 100 de esta riqueza.
(Madoz, 1849, p. 68)

En 2022 la entidad singular de población tenía empadronados 33 habitantes.

## Patrimonio
En el lugar se encuentra la iglesia de Santa María.